# بازپرس
بازپرس یک مقام قضایی است که رأساً یا به تقاضای دادستان از متهمان، تحقیق و عنداللزوم قرار تأمین اخذ می‌نماید. بازپرس پس از ارجاع پرونده به تقاضای دادستان به جمع‌آوری دلایل تحقیق از متهم و سایر افراد مظنون و بررسی سایر ادله خواهد پرداخت و در صورت ضرورت، تأمین لازم اخذ و نهایتاً مبادرت به صدور قرار موقوفی تعقیب، منع تعقیب یا قرار مجرمیت خواهد نمود. بازپرس در اظهارنظر، مکلف به تبعیت از دادستان نیست و اصولاً عهده‌دار رسیدگی به جرایم مهم که در صلاحیت محاکمهٔ کیفری استان است، می‌باشد.

## منبع
1. ↑  قانون آئین دادرسی مدنی -دادگاه‌های عمومی وانقلاب،۱۳۹۱، منصور